# Rikke Sevecke
Rikke Læntver Sevecke, née le 15 juin 1996 Nykøbing Falster au Danemark, est une footballeuse internationale danoise qui joue au poste de défenseur.

## Biographie

### Carrière en club
Née à Nykøbing Falster, Rikke Sevecke commence à jouer au football à l'âge de trois ans. Elle quitte la maison pour rejoindre le Ballerup-Skovlunde Fodbold à l'âge de 16 ans. Après s'être établie comme l'une des meilleurs jeunes défenseurs de l'Elitedivisionen, elle devient la première recrue du Brøndby IF en janvier 2015. 
En janvier 2018, Sevecke retourne à Brøndby après six mois passés aux États-Unis à l'université de Northwestern Ohio.
Atteinte d'une pathologie cardiaque, elle annonce en janvier 2024 mettre un terme à sa carrière sportive.

### Carrière internationale
Rikke Sevecke participe à 25 matchs avec l'équipe nationale du Danemark des moins de 19 ans. Elle prend notamment part aux éditions 2013 et 2015 du championnat d'Europe des moins de 19 ans. 
Elle fait ses débuts internationaux en équipe A à l'occasion de l'Algarve Cup 2016, lors d'une défaite 4-1 contre l'Islande. 